# Station Zwierzyniec Wąskotorowy
Station Zwierzyniec Wąskotorowy is een spoorwegstation in de Poolse plaats Zwierzyniec.